# العارضه (ريمة)
العارضه هي إحدى قرى الجمهورية اليمنية. تتبع جغرافيا لمحافظة ريمة وإداريًا لمديرية السلفية بمحافظة ريمة اليمنية، بلغ تعداد سكانها 1312 نسمة حسب إحصاء اليمن لعام 2004.